# 70e cérémonie des Primetime Creative Arts Emmy Awards
La 70e cérémonie des Primetime Creative Arts Emmy Awards, organisée par l'Academy of Television Arts and Sciences, a lieu les 8 et 9 septembre 2018 à Los Angeles et récompense les meilleurs techniciens de la télévision (publique et câblée) américaine en primetime au cours de la saison 2017-2018 (du 1er juin 2017 au 31 mai 2018).
La cérémonie est annexe à la cérémonie principale des Primetime Emmy Awards, qui a lieu une semaine plus tard, le 17 septembre 2018.

## Palmarès

### Performances

#### Meilleur acteur invité dans une série dramatique
- Ron Cephas Jones pour le rôle de William Hill dans This Is Us (Épisode: Conseils de père)
  - F. Murray Abraham pour le rôle de Dar Adal dans Homeland (Épisode: L'Échange)
  - Cameron Britton pour le rôle d'Edmund Kemper dans Mindhunter (Épisode: Épisode 2)
  - Matthew Goode pour le rôle d'Antony Armstrong-Jones dans The Crown (Épisode: Matrimonium)
  - Gerald McRaney pour le rôle du Dr Nathan Katowski dans This Is Us (Épisode: En voiture)
  - Jimmi Simpson pour le rôle de William dans Westworld (Épisode: Réunion)

#### Meilleure actrice invitée dans une série dramatique
- Samira Wiley pour le rôle de Moira dans The Handmaid's Tale : La Servante écarlate (Épisode: L'Après)
  - Viola Davis pour le rôle d'Annalise Keating dans Scandal (Épisode: Permettez-moi de me représenter)
  - Kelly Jenrette pour le rôle d'Annie dans The Handmaid's Tale : La Servante écarlate (Épisode: Une autre femme)
  - Cherry Jones pour le rôle d'Holly Osborne dans The Handmaid's Tale : La Servante écarlate (Épisode: Bagages)
  - Diana Rigg pour le rôle d'Olenna Tyrell dans Game of Thrones (Épisode: La Justice de la reine)
  - Cicely Tyson pour le rôle d'Ophelia Harkness dans Murder (Épisode: À chacun son chemin)

#### Meilleur acteur invité dans une série comique
- Katt Williams pour le rôle de Willie dans Atlanta (Épisode: Alligator Man)
  - Sterling K. Brown pour le rôle de Philip Davidson dans Brooklyn Nine-Nine (Épisode: Garde à vue)
  - Bryan Cranston pour le rôle du Dr Templeton dans Larry et son nombril (Épisode: Running With The Bulls)
  - Donald Glover pour son propre rôle dans Saturday Night Live (Épisode: Host: Donald Glover)
  - Bill Hader pour son propre rôle dans Saturday Night Live (Épisode: Host: Bill Hader)
  - Lin-Manuel Miranda pour son propre rôle dans Larry et son nombril (Épisode: Fatwa!)

#### Meilleure actrice invitée dans une série comique
- Tiffany Haddish pour son propre rôle dans Saturday Night Live (Épisode: Host: Tiffany Haddish)
  - Tina Fey pour son propre rôle dans Saturday Night Live (Épisode: Host: Tina Fey)
  - Jane Lynch pour le rôle de Sophie Lennon dans Mme Maisel, femme fabuleuse (Épisode: Prends ça !)
  - Maya Rudolph pour le rôle du Juge Gen dans The Good Place (Épisode: Le Burrito)
  - Molly Shannon pour le rôle de Val Bassett dans Will et Grace (Épisode: Staten Island Fairy)
  - Wanda Sykes pour le rôle de Daphne Lido dans Black-ish (Épisode: Juneteenth)